# 扎利茲尼奇尼-比爾基
49°43′6″N 36°2′44″E / 49.71833°N 36.04556°E
扎利茲尼奇尼-比爾基（羅馬化：Zaliznychni Birky）是位於烏克蘭東部的村莊，由哈爾科夫州丘胡伊夫区的茲米伊夫市鎮負責管轄。該村面積0.47平方公里，海拔高度172米，2001年人口108，人口密度每平方公里231.3人。